# FC TVMK 탈린
FC TVMK 탈린은 에스토니아의 축구 클럽으로, 수도인 탈린을 연고지로 삼고 있다. 2005년에는 최초로 에스토니아 메이스트릴리가 우승을 차지하였다. TVMK의 홈구장은 카드리오루 경기장인데, 레바디아 탈린과 경기장을 함께 사용하였었다. 2008시즌이 끝나고 나서 클럽은 해산되었다.

## 역사

#### 명칭의 변화
- TVMK 탈린 (1951~1991)
- TVMV 탈린 (1992)
- 테발트-말레코르 (1995~1996)
- FC 말레코르 (1996~1997)
- TVMK 탈린 (1997~2008)

1951년에 창단된 TVMK 탈린은 1986년까지 지역 리그에서 활동하였다. 1986년에 지역 리그 우승을 하며 II 리가 (에스토니아의 3부 리그)로 승격하였다. 1990년에는 에스토니아 SSR 리그 우승을 하였고, 다음 해인 1991년에는 리그와 컵 대회를 동시에 우승하였다. 다음 해에 에스토니아가 독립을 하고 나서 클럽 명칭을 TVMV 탈린으로 변경하였다. 1993년에는 니콜사에서 클럽을 인수하였는데, 일반적으로 원래의 TVMK의 역사는 이 시점에서 종료되었다고 여겨진다. 새롭게 만들어진 니콜 탈린은 2년 후에 만들어지는 란타나 탈린의 원형이다. 가능한 혼란을 피하기 위해, 니콜 탈린은 독립적인 클럽으로 보고 있다. TVMK의 역사는 일반적으로 1995년에 말렉코르사에서 만든 테발트 탈린으로 이어진다. 클럽의 명칭은 1997년에 AS TVMK로 변경되었다. 2005년에는 클럽 역사상 최초로 리그 우승을 하였다.
2007년의 시즌까지 리그 우승 1회, 준우승 3회와 컵 대회 우승 2회, 준우승 2회를 하고 있다.
2008시즌이 끝난 뒤에 구단주인 표트르 세딘은 재정적인 어려움 때문에, 프로팀으로의 지위를 포기하고 해산하였다.

## 역대 우승기록
- 에스토니아 메이스트릴리가

우승 (1): 2005
- 에스토니아 컵

우승 (2): 2002-03, 2005-06
- 에스토니아 슈퍼컵

우승 (2): 2005, 2006

## 유럽 대회성적
| 시즌    | 대회              | 라운드    | 국가       | 클럽                | 점수     |
| ------- | ----------------- | --------- | ---------- | ------------------- | -------- |
| 2001-02 | UEFA 인터토토컵   | 1회전     | 이스라엘   | 하포엘 하이파       | 0-2, 0-3 |
| 2002-03 | UEFA컵            | 예선전    | 조지아     | 디나모 트빌리시     | 1-4, 0-1 |
| 2003-04 | UEFA컵            | 예선전    | 덴마크     | 오덴세 BK           | 1-1, 0-3 |
| 2004-05 | UEFA컵            | 예선1회전 | 아이슬란드 | IA 아크라네스       | 2-4, 1-2 |
| 2005-06 | UEFA컵            | 예선1회전 | 핀란드     | 미파                | 1-1, 0-1 |
| 2006-07 | UEFA 챔피언스리그 | 예선1회전 | 아이슬란드 | FH 하프나르표르두르 | 2-3, 1-1 |
| 2007-08 | UEFA 인터토토컵   | 1회전     | 핀란드     | 홍카                | 0-0, 2-4 |
| 2008-09 | UEFA컵            | 예선1회전 | 덴마크     | 노르셸란            | 0-3, 0-5 |

굵은 글씨가 홈경기

## 선수 명단

### 역대
- 타르모 네멜로(2004 ~ 2006, 2006)